# 宮崎寿々佳
宮崎 寿々佳（みやざき すずか、1989年9月5日 - ）は、日本のマルチタレント。東京都出身。血液型O型。学習院大学経済学部卒。ライブ、ファッションショーモデル、イベントMC、司会、ラジオパーソナリティー等で活動を行っている。

## 来歴

### コンテスト
- 2010年学習院大学ミスキャンパスファイナリスト
- 2013年1月竹書房ビジュアルクイーンコンテスト

### ファッションショー
- CAMPUS COLLECTION（2010/5/15 ディファ有明）
- イエティ スノーブランドファッションショー
- 渋谷O-EAST
- 赤坂BLITZ（グランプリ受賞）

### ライブ
- クラブチッタ川崎 (2014年3月24日宮崎寿々佳主催ライブ)
- お台場Zepp Divercity Tokyo(2013年3月3日)
- 秋葉原sixteen(2012年8月〜)
- アキドラ（アキバドラッグ＆カフェ）
- 秋葉原GOODMAN
- 秋葉原ロケットゲート
- 芝浦cube326
- 渋谷DESEO
- 渋谷REX
- 渋谷RICK
- 新宿DreamStore
- 新宿Birth
- 池袋LIVEINNROSA
- 池袋RUIDO K3
- 亀戸YANAGI

### イベント
- 2011年11月13日 エキサイティングポルシェミーティング（横浜赤レンガ倉庫）
- 2011年11月23日 昭和歌謡フェスヴォーカルコンテスト（表参道GROUND）
- 2012年 1月22日 和実〜nagomi〜 和服モデル（秋葉原スクエアビル）
- 2012年 3月 6日 ギャルママコレクション（Zepp Tokyo）
- 2012年 3月18日 JAPANドラッグストアショー（幕張メッセ）ANNEX JAPANブースMC
- 2012年 9月22日 東京ゲームショウ 初音ミクコスプレ（幕張メッセ）
- 2012年10月14日 ろむけっと（綿商会館）
- 2012年12月29日、31日 COMIC MARKET 83（東京国際展示場）
- 2013年 3月 3日 Tokyo Fashion Collection（お台場Zepp Divercity Tokyo）ライブ参加
- 2013年 3月17日 JAPANドラッグストアショー（幕張メッセ）ANNEX JAPANブースMC
- 2014年 9月16日 アイドルコンピレーションCD Tokyo Neo idolmix 発売イベント[1]
- 2025年7月26日 台湾フェスタ ミニライブコンサート

## ディスコグラフィ

### CD
- 宮崎寿々佳ミニアルバム[2]（ニコニコ最高レボリューション、笑顔、みんなの☆イイネ！収録[3]）
- コンピレーションミニアルバムTokyo Neo idol mix（2014年9月5日発売「ありがとうの涙」収録）

### 着うた
- ハドソン ニコニコ最高レボリューション
- ハドソン 笑顔
- 千歳すずか 着うた[4]

### オリジナル曲
- 笑顔
- ニコニコ最高レボリューション
- ごめんね
- WINDS OF ROCK
- みんなの☆イイネ！
- キラメク愛の星
- Bright Days
- waiting for you（発表時は、I'm waiting for you）
- Wing
- 永遠のエピローグ
- ansia
- cry（映画『うわこい』『うわこい2』主題歌）
- ありがとうの涙（千葉テレビ『マジかよ』エンディングテーマ）[要出典]
- あたしかわいやつ
- 雨の外神田
- オレンジマーマレード
- モノクローム
- 君とのラブ現象
- 風を尋ねて
- 約束のティアラ
- 天国へありがとう

### ユニット
- pinkskirt（令和琴を弾きながら歌うソロユニット）
- pinkskirt anniversary live 2023.6.26 川崎クラブチッタ
- 1stalbum「pinkskirt」2023.4.22 全国リリース

### DVD
- 1st 『ずーっと一緒〜はじめての物語〜』(2014.3.26発売 ジャパンタイム  )
- 2nd 『君に夢chu vol.8』(2016.3.18発売 メディアブランド)

### グラビア
- ルミナス デジタル写真集（廃盤）
- コスプレROM写真集 （あなたの1番お姫様、すずかわーるど、水着すずか、すずか盛り）
- TSUTAYA.com eBOOKs | 宮崎寿々佳 ビジュアル・クィーン コンテスト vol.1
- 宝島城  宮崎寿々佳  電子写真集
- 楽天showtime ランク10

### Androidアプリ
- iants宮崎寿々佳

## 出演

### テレビ
- タモリのヒストリーX（フジテレビ） - 女中役
- 笑いの金メダル（ABCテレビ） - 女子高生審査員
- 絶対彼氏 〜完全無欠の恋人ロボット〜（フジテレビ）
- Mr.サンデー（2012年3月4日、フジテレビ） - 就活生アイドル
- アロワナ（千葉テレビ）
- エンドレスアフェア〜終わりなき情事〜（LaLa TV）
- 「ドルアニシリーズ」レギュラー出演 千葉テレビ2020.1~2023.2[5]
- 濱口優、世界の逸品を探して‼︎〜バイヤーはっしーのマニアなお買い物コレクション〜（2023年1月10日 - 1月31日、千葉テレビ） - MC[6]

### ドラマ
- 「サキュバスカリナとふたりの少年」主演/宮崎寿々佳、監督/佐藤重直
- 「ハナコランド」主演/宮崎寿々佳、監督/西村晋弥、他

### アニメ
- 「猫のくらちゃん」（原題:九藏猫窩） 風尋、魯邦、桑妮役
- 「ネコのメイ」 白役

### ラジオ
- TOKYO FM「やまだひさしのラジアンリミテッドF」
- 下北FM「すずかのおうち」2009年～2011年レギュラー番組
- RADIO365「Natural Plate」
- FMうらやす「コラ＋なな」
- FM-FUJI「sweet kissのキッスパラダイス」
- 下北FM「アイドルライブ情報部☆」2014年10月2日放送[7]
- 渋谷クロスFM「MUSIC HEAVEN LIGHTS」
- FMうらやす「宮崎寿々佳のManmanmonDay」2016年10月～2017年3月[8]
- 市川うららFM「宮崎寿々佳の言いたい放題〇〇放題☆」2017年9月～2018年9月
- Tokyo Star Radio・ラジオふらの・DARAZ FM・オキラジ「宮崎寿々佳のすずかチャンプルー」2018年7月～2021年12月
- Tokyo Star Radio「すずかとのんとひできと愉快な仲間たち!!」2024年8月～

### 映画
- 『うわこい』『うわこい2』主題歌
- 『ゴースト試煉の道~ENDLESS~』朱美の家政婦兼監視人三田芽衣子役
- 『百物語壱の章』[第二十一話] ハウススタジオグラビアアイドルなな役(主役)
- 『ひきこさんvs貞子』(中野綾香役)、他

### 舞台
- 七瀬美菜劇団第三回本公演 『Fairy〜滝野川に降る奇跡〜』(大妖精様役)
- 「大きめのミニチュア」監督 西村晋弥 ジュゼッペーノ•F•カトリーヌ役
- 「三代目湯之介3 ～新春時間旅行編～」演出 鼓太郎  ヒロイン:セナ役

### ネット番組
- Tokyo Borderless TV
- オートガレージTV「ヨロピコ大作戦」
- USTREAM大喜利番組谷さんのわかんなくなっちゃった 2011年9月〜2012年12月
- そ〜しゃる大喜利
- よってけオンライン
- 渋谷でDO！東京まっくす土曜日2012年1月〜2012年5月レギュラー出演
- 渋谷でDO！東京まっくす金曜日2012年6月〜2012年12月レギュラー出演
- @TV（あっとおどろく放送局）ゲスト出演
- Akiba.TV ATS
- 45beat.ch AIDOL☆PARTY
- ツイキャスフェチッコ 2012年12月〜2013年3月レギュラー出演
- iTunes - Podcast - kumamaru「福田社長の恋をとめないで・ビジネスハック ダラダラしながら1,000万円」[9]
- ニコニコ生放送 チャンネル『百鬼夜行』2015年3月〜2015年7月レギュラーMC
- ニコニコch チャンネル百鬼夜行〜妖怪探偵団〜

### 吹き替え

#### アニメ
- ネコのクラちゃん Ordinary days（2025年、スズ レーヌ ロード[10]）

### 放映
- 新橋ヒビノビジョン 時報15時担当(2016年4月1日〜)
- 渋谷7ビジョン 時報18時担当(2016年4月24日〜2016年4月26日)
- 渋谷7ビジョン 時報20時担当(2016年8月18日〜2016年8月21日)

### CM
- 「明治製菓」CM

### 雑誌
- オリンパス パンフレット パーツモデル
- Hot Pepper 飲食店
- 雑誌 モテカワイイ
- TOKYO Glaffity
- ヤングジャンプ
- インディーズアイドル名鑑
- LIVEアイドル図鑑Vol.3
- LIVEアイドル図鑑Vol.4
- LIVEアイドル・コレクション<水着編>
- 週刊大衆ヴィーナス （週刊大衆増刊）1月4日号 2014年12月4日発売
- 俺的STYLE 創刊号[11]2014年12月7日発売
- 俺的STYLE 第2号 2015年1月12日発売
- 俺的STYLE 第3号 2015年2月16日発売
- 俺的STYLE 第4号 2015年3月16日発売

### グラビア
- ダーツ 美人COUNT-UP
- Webサイト 袴の丸昌「袴美人.com」[12]
- Webサイト 美人時計
- Webサイト 美人株価
- Webサイト 美女暦
- 携帯サイト タレントエンタメ王国
- 携帯サイト 常盤響プロデュース「素人ギャル☆タップリ 〜Girls Like You〜」
- Webサイト ZAK THE QUEEN 2012
- 美人deアプリ[13]

### MC
- 2009年10月3日 丸ビルイベント MARUNOUCHI MUSIC CUBE[要出典]
- 2010年 avex X'masスペシャルライブIN ららぽーと豊洲
- 2012年2月15日 笑いの源（なかの芸能小劇場）
- 2012年2月23日 笑いの苺（なかの芸能小劇場）
- 2012年3月18日 JAPANドラッグストアショー(幕張メッセ)
- 2012年12月5日 TOKYO TV's STARZ（渋谷公会堂）
- 2013年3月17日 JAPANドラッグストアショー（幕張メッセ）